# Little Rock
Little Rock je glavno mesto ameriške zvezne države Arkansas in s približno 200.000 prebivalci (po popisu leta 2020) največje mesto te zvezne države. Stoji ob južnem (desnem) bregu reke Arkansas v osrednjem delu zvezne države, na vzhodnih obronkih hribovja Ouachita Mountains.  Ob sosednjem bregu Arkansasa stoji nekoliko manjši North Little Rock, skupaj z njim in krajem Conway še nekoliko bolj proti severu tvori Little Rock metropolitansko območje s skoraj 750.000 prebivalci.
Od dobe izgradnje železnic konec 19. stoletja ima območje vlogo regionalnega transportnega središča, v North Little Rocku so tako obširne železniške delavnice, poleg tega je bilo leta 1969 v Little Rocku zgrajeno rečno pristanišče, ko so Arkansas od Little Rocka do izliva v Misisipi pretvorili v plovno pot s sistemom zapornic in jezov. V Little Rocku je severni konec avtoceste I30 in križišče z avtocesto I40 ameriškega omrežja Interstate ter regionalno letališče. Zgodovinsko je mestno gospodarstvo temeljilo na izkoriščanju naravnih virov v okoliški regiji, kot so les, nafta, naravni plin, premog in boksit, ter trgovanju s kmetijskimi pridelki, zdaj pa imajo glavno vlogo uprava zvezne države, storitve in nekaj lahke industrije, predvsem prehrambene in telekomunikacijske.
V Little Rocku ima sedež trgovska veriga Dillard's, od javnih ustanov pa je pomembnejša denimo ena od izpostav sistema Univerze Arkansasa. Nekoliko proti severu, pri kraju Jacksonville, stoji oporišče vojnega letalstva Little Rock, prav tako tesno povezano z mestom.

## Zgodovina
Mesto je dobilo ime po skalni formaciji na bregu Arkansasa, ki jo je leta 1722 odkril francoski raziskovalec Jean-Baptiste Bénard de la Harpe med odpravo po reki in jo poimenoval »La petite roche« (dobesedno »majhna skala«, v nasprotju z Veliko skalo v bližini). Tu je stala naselbina staroselcev ljudstva Quapaw, zato je de la Harpe dal postaviti trgovsko postojanko. Kmalu po ustanovitvi zvezne države Arkansas leta 1819 je bil kraj izbran za glavno mesto in formalno ustanovljen (inkorporiran) leta 1821.
Little Rock je širše znan zlasti po enem vidnejših dogodkov boja za človekove pravice temnopoltih: leta 1957 so izbruhnili izgredi zaradi vpisa devetih temnopoltih dijakov na eno od srednjih šol v Little Rocku skladno z odlokom zveznih oblasti o desegregaciji šolskega sistema. Takratni guverner Arkansasa Orval Faubus je poskušal z državno milico preprečiti črncem obiskovanje šole, zaradi nemirov je predsednik Dwight D. Eisenhower vpoklical zvezno vojsko, da je uveljavila odločitev šolskega odbora. V novejšem času je na razvoj mestnega središča močno vplival Bill Clinton, ki si je izbral Little Rock za sedež kampanje za ameriškega predsednika. Vseh osem let njegovega predsedovanja je bilo mesto deležno veliko pozornosti ameriških medijev, predsedniška knjižnica s parkom, odprta leta 2004, pa je zdaj pomembna turistična atrakcija. Po Billu in  Hillary Clinton je poimenovano mestno letališče.